# بل ۲۰۶

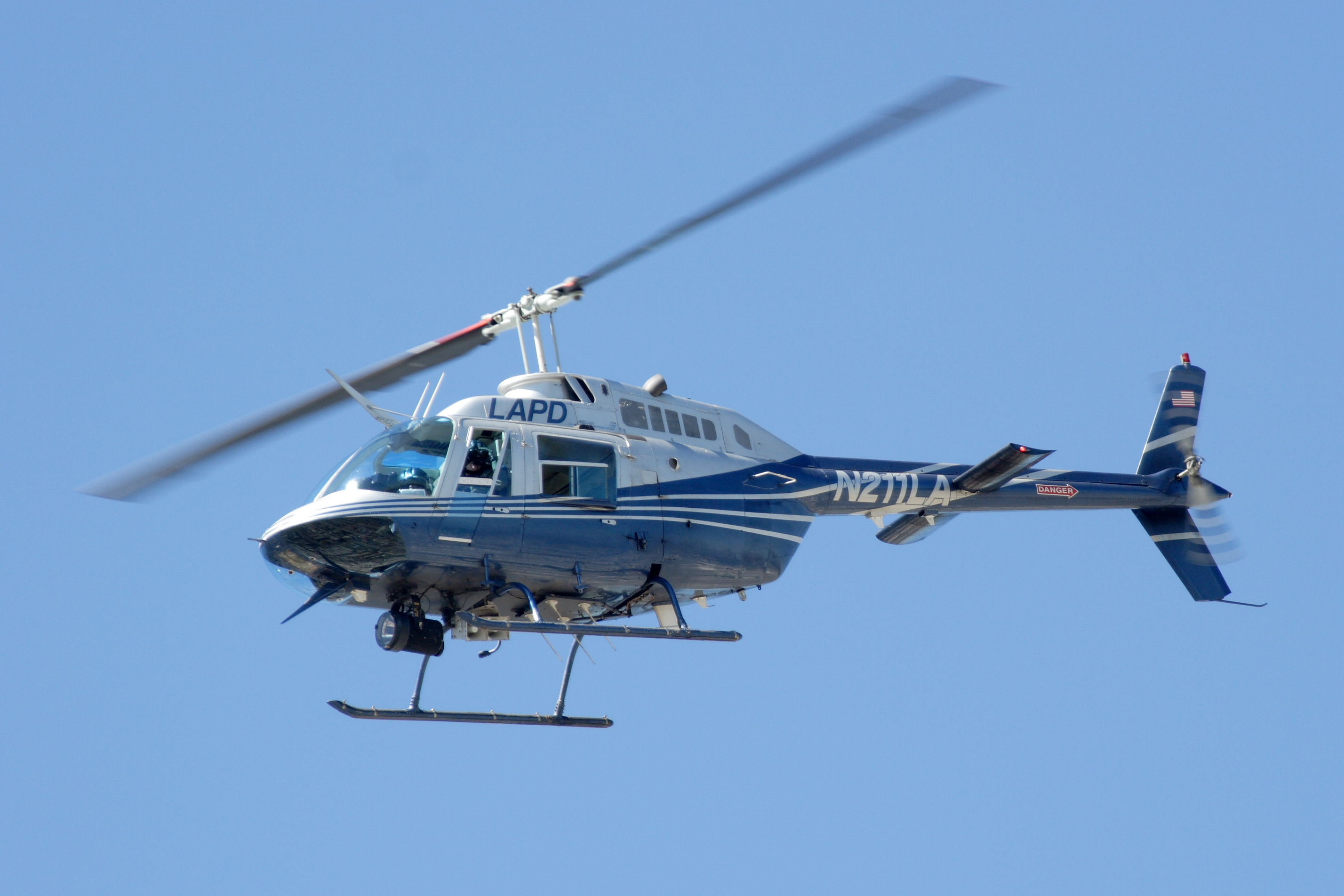
بالگرد بل ۲۰۶ متعلق به اداره پلیس لس‌آنجلس

بل ۲۰۶ (به انگلیسی: Bell 206) یک بالگرد سبک و دو پره است که در شرکت بل آمریکا و تحت لیسانس بل در شرکت آگوستای ایتالیا تولید می‌شد. مدل‌های مختلفی از این هلیکوپتر ساخته شده که بل ۲۰۶آ جت رنجر که در ارتش آمریکا با عنوان بل اواچ-۵۸ کیووا شناخته می‌شود دارای یک موتور آلیسون 250-C20 و توانایی حمل ۴ نفر سرنشین به همراه یک نفر خدمه می‌باشد.

## مشخصات

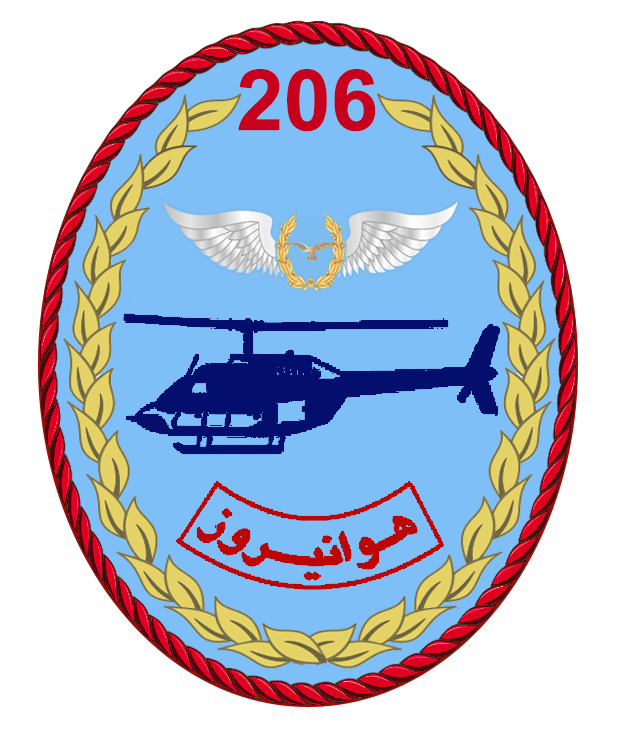
آرم سینه خلبان هلیکوپتر بل ۲۰۶ هوانیروز ارتش

- آرم سینه خلبان هلیکوپتر بل ۲۰۶ هوانیروز ارتشبل-۲۰۶آ جت رنجر در نیروی زمینی ارتش جمهوری اسلامی ایران:
- خدمه: ۱نفر خلبان+ ۴ نفر مسافر/ ۱ نفر خلبان + ۱ نفر مسافر +۲ عدد برانکارد/ ۱نفر خلبان+ ۱نفر افسر شناسایی/ ۱ نفر خلبان+ افسر تسلیحات
- مدت زمان پرواز   	۲:۴۵ ساعت
- حداکثر سرعت   	۱۳۰ نات
- جنگ افزار   	مسلسل ام ژ ۱ آ ۳ (در دو طرف) چرخش ۶۰ درجه بالا و پائین  ـ مینی تت (در زیر بالگرد) به صورت چرخش ۲۷۰ درجه چپ و راست و ۶۰ درجه بالا پایین - لانچر ۹ تایی (در دو طرف) ثابت
- تعداد سرنشین 	 ۵ نفر با خدمه
- تعداد موتور   	۱ عدد
- حداکثر سقف پرواز... 	۲۰۰۰۰ پا (با استفاده از کپسول اکسیژن جهت نفرات)
- مأموریت اصلی    	شناسایی

### بالگردهای قابل مقایسه
کی‌سی۵۱۸